# بيسون
البِيسون أو البِيزون أو الثور الأمريكي جنس يَنتمي إلى تحت فصيلة الأبقار ضمن مجموعة البقريات ويَضم نوعين حيين يَعيشان في قارتي أمريكا الشمالية وأوروبا. إن نوعي البيسون هذين هما البيسون الأمريكي (يَقطن كندا والولايات المتحدة وأجزاءً من المكسيك) والأوروبي أو «الويسنت» (يَقطن غابات بولندا)، لكن مع هذا فأحياناً ما يَقوم بعض المصنفون بوضع الاثنين ضمن نوع واحد كونه لا توجد فروقات كبيرة بينهما. إضافة إلى هذين النوعين، يُوجد أيضاً نوعان للبيسون الأمريكي هما بيسون السهول وبيسون الخشب. لطالما تهدد جنس البيسون بالانقراض عبر التاريخ، فقد كان البيسونان الأوروبيّ والأمريكي واحدين من أكثر الحيوانات وفرة في أمريكا الشمالية وأوروبا، لكن اليوم لا يُوجد تقريباً أي أفراد منهما يَعيشون في البرية، بل إن البيسون الأوروبيّ لا يَزال شبه مُهدد في الوقت الحالي وأعداده تنحدر بسرعة، فمع مطلع القرن العشرين انحدرت أعدادهما من أرقام هائلة إلى بضعة مئات فقط، ومع أن عمليات إعادة الإنماء كانت مفيدة مع البيسون الأمريكي فإن الأوروبي لا يَزال في حالة خطرة إلى اليوم.

## الوصف
عموماً، يَتشارك كلا نوعي البيسون العديد من الصفات، فهما متشابهان إلى حد كبير في المظهر، حتى أن بعض المُصنفين يَعتبرونهما نوعاً واحداً. فمثلاً، يَملك كليهما كساءً صوفياً سميكاً ذا لون بني داكن ليَحميهما من برد الشتاء القارس، كما أنهما يَملكان قروناً قوية متشابهة ولو أنها تختلف قليلاً في انحناءتها، ومظهرهما العام متشابه. لكن من جهة أخرى فهما يَختلفان في صفات أخرى، فمثلاً من الملاحظ أن شعر البيسون الأمريكي أكثف من نظيره الأوروبيّ وأنه يَتميز عنه بلحيته الطويلة الخشنة أيضاً، أما الأوروبيّ فجانبه الخلفي أكبر ورأسه ورقبته أعلى مما هما عليه عند الأمريكي. وعلاوة على هذا فتوجة بعض الاختلافات الأخرى بين النوعين في طبيعة السلوك والغذاء وما إلى ذلك، تجعلهما يُصنفان كنوعين منفصلين.

### الفرق بين البيسون والجاموس

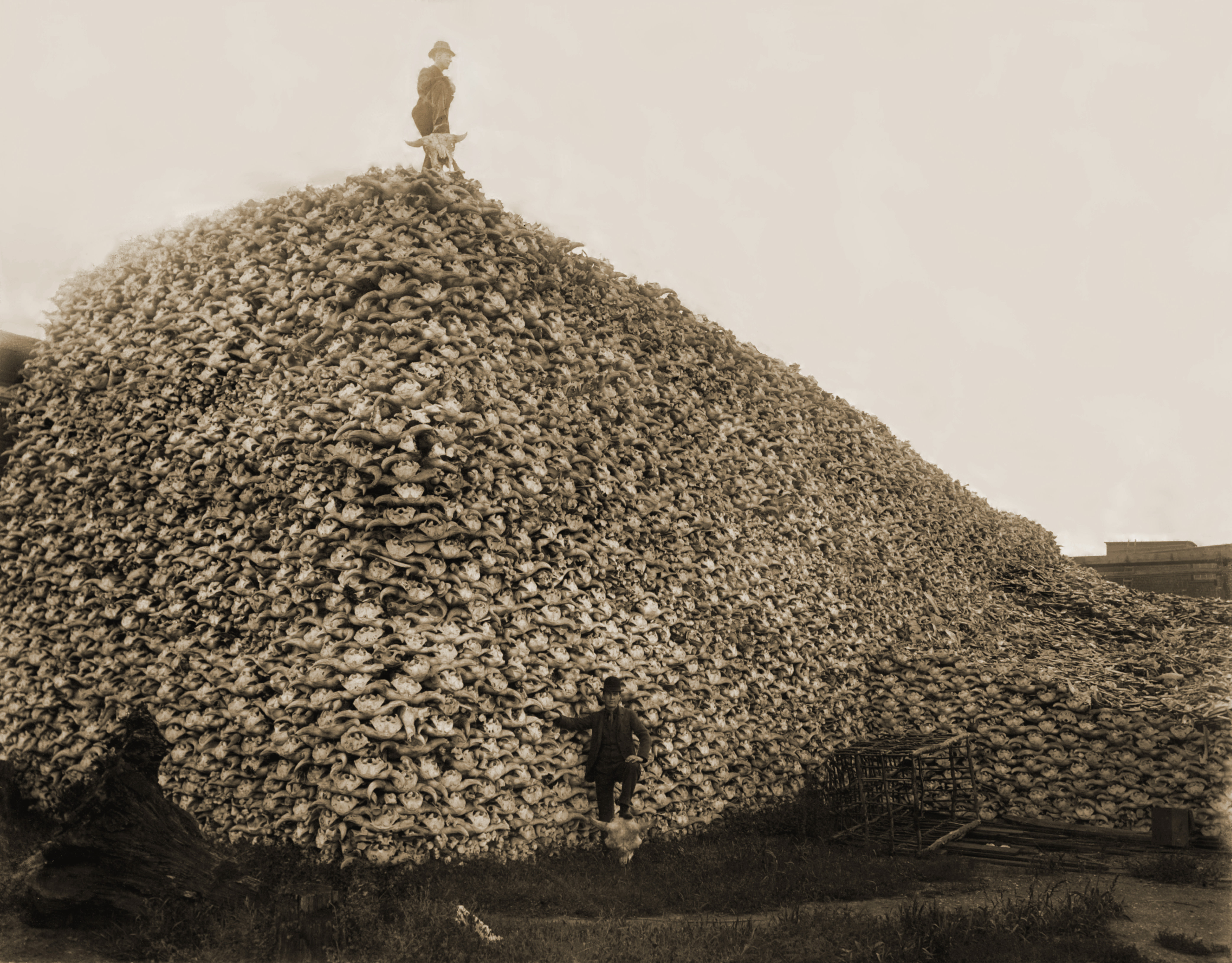
مذبحة للبيسون الأمريكي في سبعينيات القرن التاسع عشر.

غالباً ما يُصنف العلماء حيوان البيسون على أنه ثور، بينما يَعتبرون أن تسميته الشائعة بأنه «جاموس» هي تسمية خاطئة، فهو يَختلف عن الجواميس بعدة مظاهر وخصائص تشريحية، منها أن رأسه أضخم وجسده أكثر ارتفاعاً عموماً، وهو يَملك 13 زوجاً ضلعياً على عكس الجاموس الذي يَملك 14. وعلى الأرجح أن الاعتقاد السائد الخاطئ بأن البيسون هو من الجواميس قد جاء في الأصل من المستوطنين الإنكليزيين الذين ظنوه جاموساً، ولذا فمنذ ذلك الوقت أصبحت هاتان الكلمتان تستخدمان كمرادفين في أمريكا الشمالية للتعبير عن هذا الحيوان.
تصنيفياً لا يُوجد أي أقارب أقوياء الصلة بالبيسون، ولذا فمن الخطأ تشبيهه بالجاموس أو بغيره.

## تاريخ الصيد وإعادة الإكثار
قبل قرنين من الزمان، كان البيسون الأمريكي والأوروبي عاليي الوفرة والانتشار. فقد كان البيسون الأمريكي هو الحيوان المُسيطر على السهول العظمى بأعداده التي بلغت 60 مليون رأس أو أكثر ربما، وكان يُوفر مصدر العيش الرئيسي بالنسبة للسكان الأمريكيين الأصليين، فقد كانوا يَستخدمون كل قطعة منه ولا يُضيعون شيئاً، بما في ذلك اللحم والجلد والعظام والحوافر وحتى الأعضاء الداخلية مثل الكبد والمعدة، فقد كانوا يَأخذون منه كل ما يَحتاجونه لكي يَعيشوا. لكن بحلول القرن التاسع عشر بدأ المستوطنون الأوروبيون بحملة الصيد العظيم التي أودت بجميع الستين مليون بيسون هؤلاء تقريباً، وكان الهدف منها هو تجويع السكان الأصليين وإجبارهم على الاستسلام، فكانت النتيجة أنه مع مطلع القرن العشرين كانت قد انخفضت أعداد هذه الثيران إلى 550 بيسون فقط، وبالرغم من أن عمليات إعادة الإنماء الحديثة استطاعت رفع هذا الرقم إلى 200,000 بيسون، فإن أعداد هذه الحيوانات لم تعد أبداً كما كانت في السابق، وحالياً 90% منها تعيش في المحميات والمزارع الخاصة دون أن تستطيع العودة إلى البرية.
لدى البيسون الأوروبي قصة مشابهة أيضاً، فقد كان حيواناً عالي الوفرة في المناطق الأصلية التي قطنها، بل إنه كان أكثر وفرة من أي جاموس في قارة أوروبا (علماً بأنه ليس جاموساً)، لكن مع هذا فبحلول القرن العشرين كان هذا الحيوان شبه منقرض، فبعد الحرب العالمية الأولى بقليل توفي آخر بيسون أوروبي يَعيش في البرية. وحتى اليوم، لا تزال هذه الحيوانات حبيسة المحميات والمزارع الخاصة بعد أن أصبحت تصنف على أنها حيوانات شبه مهددة، فبعد انقراض البيسون الأوروبيّ في البرية لم يَكن هناك سوى 54 ناجياً منه في المحميات. واليوم بعد عمليات الإنماء ارتفعت أعدادها إلى 1,800 رأس، يَعيش معظمها في غابات محمية بين دولتي بولندا وروسيا البيضاء.

## التطور

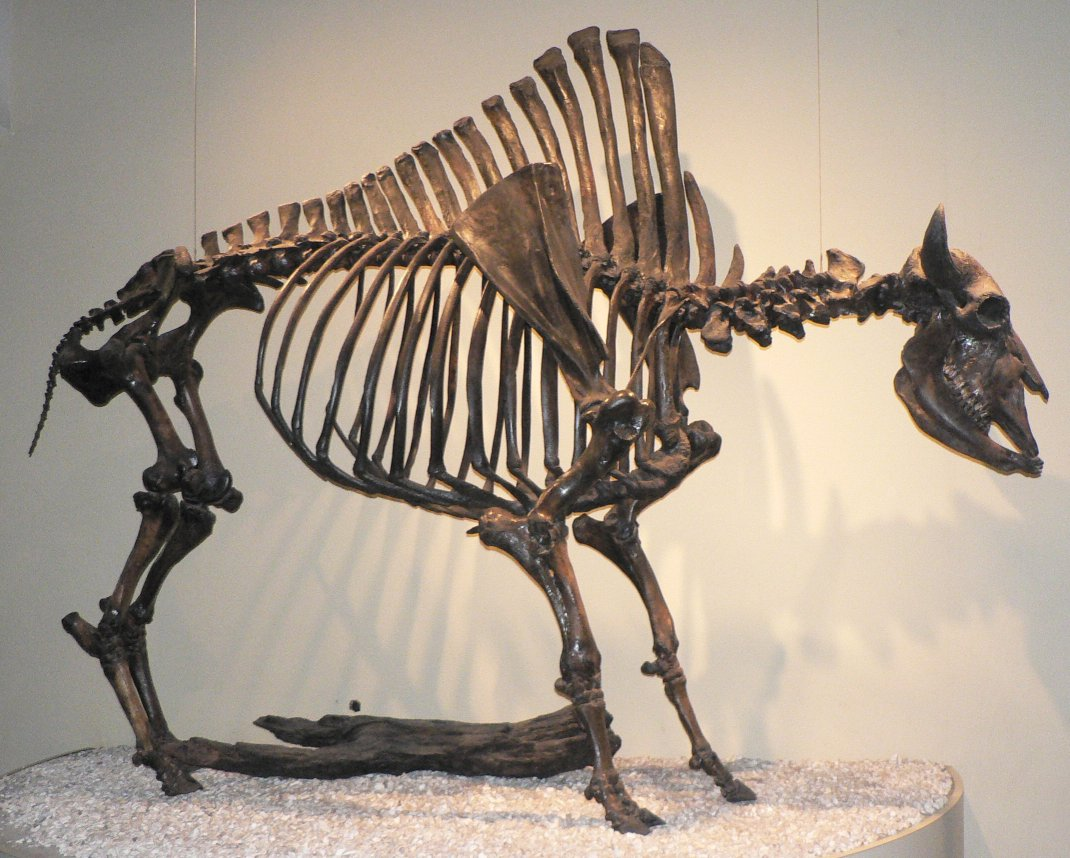
هيكل عظمي للبيسون أنتيكس.

ظهرت أولى أنواع ثيران البيسون المعروفة قبل 2.5 مليون سنة خلال العصر البلستوسيني المبكر في أوراسيا. لكن أبرز أنواعها والذي امحدر منه النوعان الحديثان هو البيسون بريسكس الذي ظهر قبل 700,000 عام في شمال أوراسيا، وقد كان انشاره واسعاً جداً حيث امتد من غرب أوروبا إلى شرق آسيا، وقد كان هو أول بيسون يُهاجر إلى قارة أمريكا الشمالية عبر جسر بيرنجيا الأرضيّ قبل ما يَتراوح من 300,000 إلى 150,000 عام. في الفترة التي تلت ذلك، بدأت أنواع جيدة ضخمة بالظهور في سيبيريا وأمريكا الشمالية. فقد أثبتت الدراسات التي أجريت لتاريخ جنس البيسون أن نوع البيسون الآسيوي انحدر من البيسون بريسكس، ومن المُحتمل أيضاً أن البيسون الأوروبي الحديث قد انحدر من ذلك النوع أو ربما من البيسون بريسكس مباشرة. أما البيسون الأمريكي الحديث فهو ذو أصل مختلف، فقد بدأت سلالته في أمريكا الشمالية من البيسون الأقرن الذي كان قد انحدر من البريسكس قبل 500,000 عام من الآن، ولاحقاً انحدر منه البيسون أنتيكس الذي يُعد سلف البيسون الأمريكيّ الحديث.